# Музей имени Роберта Ирвина Говарда
Музей имени Роберта Ирвина Говарда находится в округе Каллахан штата Техас. По типу является домом-музеем, где собственно и жил писатель Роберт Говард. Дом был передан в ведомство Национального регистра исторического наследия округа Каллахан в 1994 году.

## История
Т-образный дом белого цвета был построен супругами Дж. М. Коффман в 1919 году. Доктор Айзек М. Говард и его жена Эстер Ирвин Говард приобрели дом почти сразу после постройки. Их сын Роберт Говард был подростком, когда поселился в нём. Заднее крыльцо и ванную комнату построил Айзек Говард. Роберт Говард совершил самоубийство в машине, находящейся на шоссе рядом с домом. Его отец продал дом Нэнси Элизабет Гришем в 1944 году.
Здание было приобретено местной некоммерческой организацией Project Pride. Организация реставрировала дом в соответствии с периодом первых владельцев дома. После торнадо 1994 года Project Pride отремонтировала повреждённые участки дома. К тому же Project Pride построила пристройку-павильон для облегчения мероприятий, проводимых с посетителями. В этом же году Project Pride добавил дом-музей в качестве официального исторического достояния Кросс-Плейнс.
Самодеятельная организация  Robert E. Howard Press Association и некоммерческий Robert H. Howard Foundation спонсируют ежегодное мероприятие, проводимое в июне, посвящённое дню рождения Роберта Говарда и сохранению его наследия. Во время июньской выставки местная библиотека увеличивает количество рабочих часов, чтобы посетители могли лучше ознакомится с творчеством Говарда и материалами о нём.
Расписание посещения музея - только по предварительной договорённости, если не считать ежегодных июньских мероприятий.